# 田江泰造

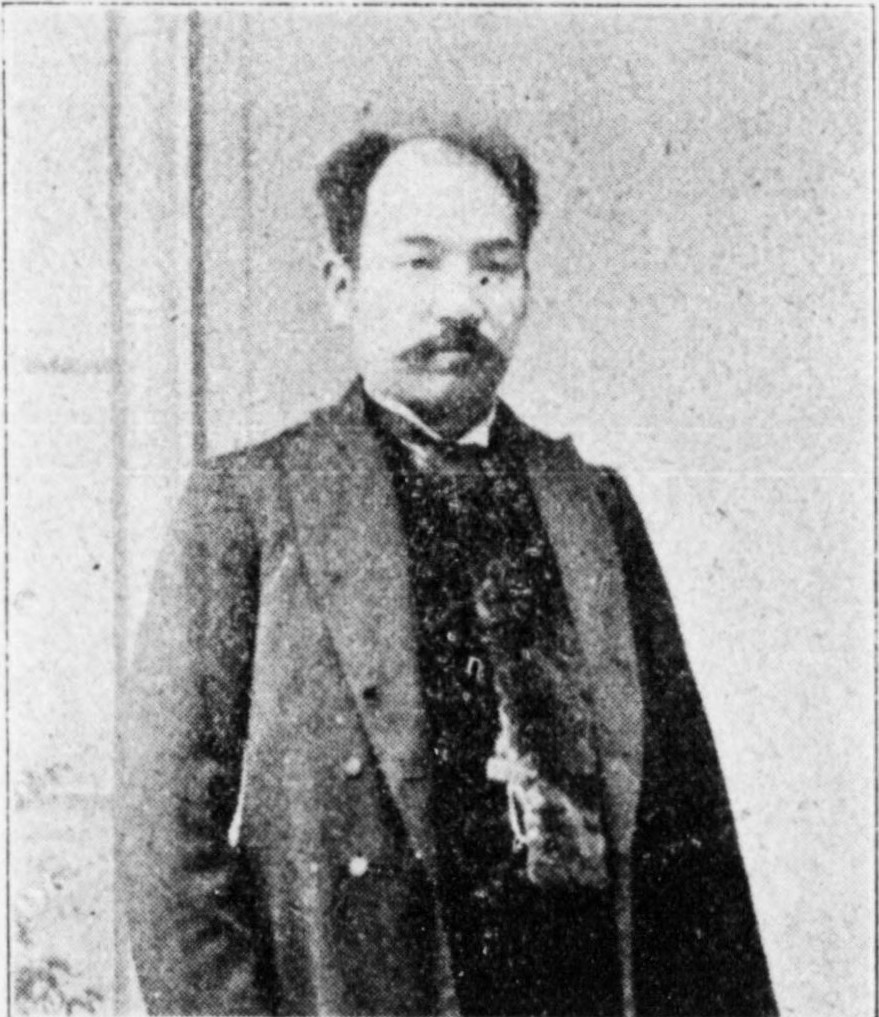
田江泰造

田江 泰造（たごう たいぞう、1871年1月17日（明治3年11月27日）- 1939年（昭和14年）6月5日）は、明治から昭和前期の農業経営者、政治家、日本画家。衆議院議員、鳥取県会議長、鳥取県東伯郡下北条村長。号・素堂、素道、素翁。

## 経歴
伯耆国久米郡弓原村（鳥取県久米郡下北条村、東伯郡下北条村弓原、北条町を経て現北栄町弓原）で、大庄屋田江弥三郎の長男として生まれる。父が設けた自邸内の家塾・択善学舎で学んだ。
農業を営み、牧畜、蚕業の改良に尽力した。また製糸工場を経営した。下北条村会議員に就任。1896年（明治29年）東伯郡会議員となる。同年、鳥取県会議員に選出され7期30年間在任。1927年（昭和2年）県会議長に就任した。政党は帝国党、立憲同志会、憲政党、立憲民政党に所属した。
1902年（明治35年）8月、第7回衆議院議員総選挙（鳥取県郡部、帝国党）で当選し、衆議院議員に1期在任した。1906年（明治39年）下北条村長に就任し1907年（明治40年）まで在任し、1911年（明治44年）同村長に再任され1915年（大正4年）まで務めた。
また、牧野芝石に書画を師事して山水画は玄人の域に達し、晩年、各地に滞在して書画の制作を行った。

## 国政選挙歴
- 第7回衆議院議員総選挙（鳥取県郡部、1902年8月、帝国党）当選[4][6]
- 第8回衆議院議員総選挙（鳥取県郡部、1903年3月、帝国党）次点落選[6]
- 第14回衆議院議員総選挙（鳥取県第3区、1920年5月、憲政会公認）次点落選[8]